# Llegenda de la Malavella

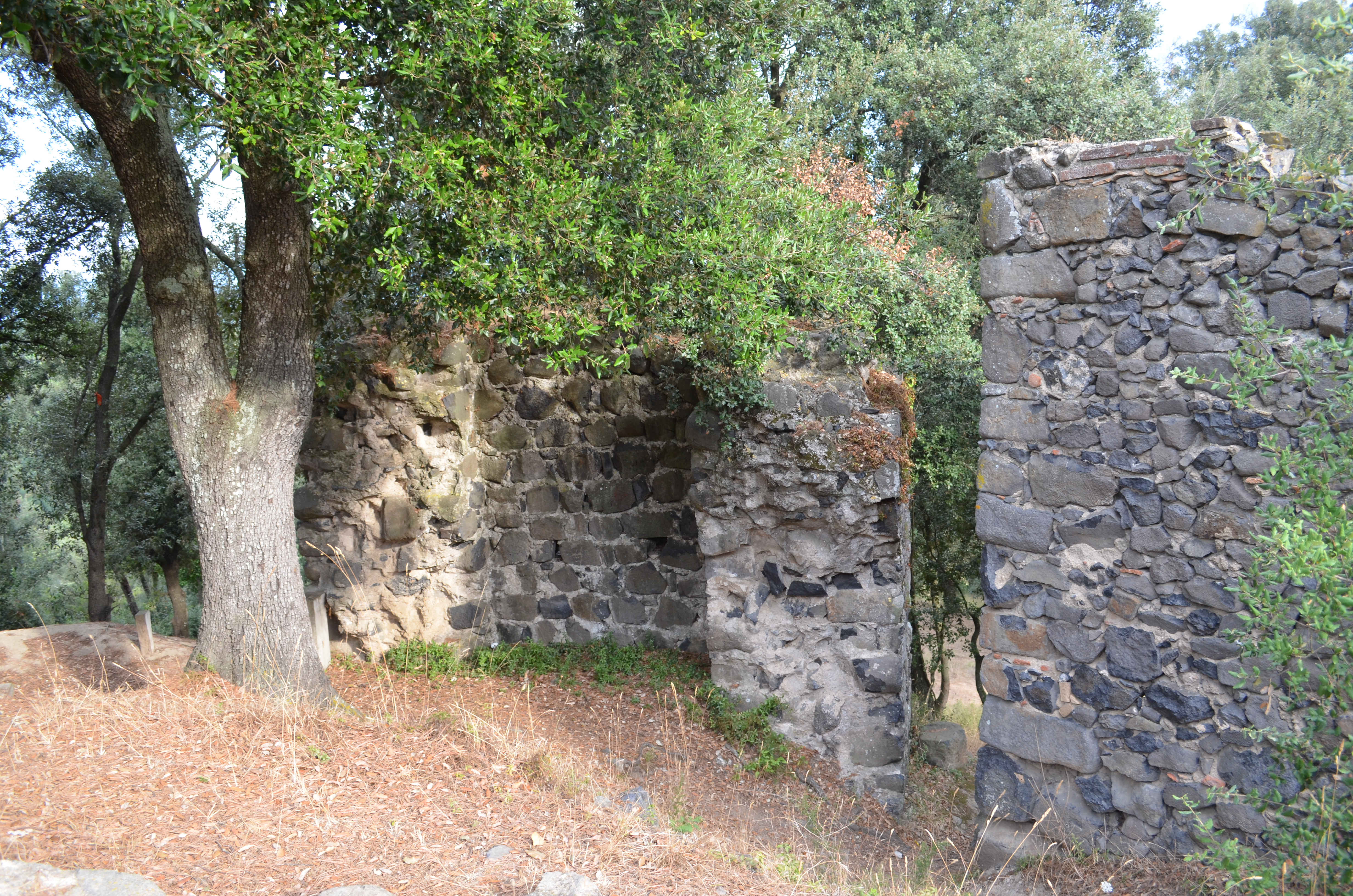
Castell de la Malavella

La llegenda de la Malavella és una versió popular que es troba en l'origen de l'apel·latiu del poble Caldes de Malavella. Aquesta es deu a una mítica senyora feudal perversa, cruel i misteriosa, que vivia en un indret màgic entre l'ermita de Sant Maurici i el castell del poble.

## Història
En aquell temps, la gent vivia atemorida per una criatura espantosa, meitat home, meitat llop, que a la nit agafava nens petits del poble i se'ls emportava al castell. Era el Geperut, el criat de la Malavella. Ell mateix s'encarregava de cuinar-los llençant-los en un calder d'aigua bullent. La Malavella havia fet un pacte amb el diable segons el qual havia de menjar un cor de nen petit cada nit per tenir poders sobre els pagesos caldencs.
Un xicot foraster, en Maurici, va anar a trobar feina al castell de la senyora, i això li permeté descobrir el terrible secret d'aquesta bruixa feudal. Una nit, en veure que el geperut anava a tirar un nen al calder bullent, va empentar el Geperut i donà per sopar a la vella el cor ranci del seu servent, fet que la debilita.
Entre en Maurici i la gent del poble de Caldes de Malavella, que arribaren en aquell moment, van foragitar la mala vella, que va dir que un dia tornaria per venjar-se'n, cridant mentre marxava "Tornaré! Tornaré!".
Des de l'any 2010, torna cada darrer dissabte d'abril perquè el poble de Caldes de Malavella recorda la seva llegenda fosca personalitzada en la figura de la malvada bruixa. El poble organitza la Festa de la Malavella amb tot un seguit d'actes que culminen en un final en què el poble de Caldes expulsa la bruixa.
Actualment, hi ha constància documental del castell de Malavella el 1054, arran d'una escriptura de terres feta per la comtessa Ermessenda. Se l'esmenta com a castro vetulo. Tres anys més tard, el 1057, es tornen a tenir notícies del castell: “castro quod dicunt Malavela”, en un jurament fet a la comtessa Almodis, muller del comte Ramon Berenguer I.